# Тампере (кінотеатр)
«Та́мпере» («Відрадний») — кінотеатр на Відрадному в Києві. Розташований на вул. Академіка Шалімова, 42.

## Історія
Кінотеатр «Відрадний», перший у цьому районі, відкрили 1967 року.
1984 року перейменували на честь фінського міста Тампере, побратима Києва.
Розрахований на 700 глядачів. Спочатку спеціалізувався на дитячому кіно і мультфільмах. У 1990-х роках у кінотеатрі показували старі фільми. Однак виявився збитковим, оскільки глядачів було мало. Великий зал віддали в оренду торговцям. Колишній кінотеатр став ледь не головним торговельним майданчиком Відрадного. Мешканцям району він запам'ятався як дивний торговельний центр із похилою залою. На місці екрану продавалися аудіокасети й диски, внизу кінозалу — господарчі товари, вище — канцелярський відділ, їжа, напої і м'які іграшки. У фоє кінотеатру працював фотосалон.
2008 року КМДА припинила діяльність комунального підприємства «Кінотеатр „Тампере“» і передала його в оренду на п'ять років приватному підприємству «Дельта-ПФ». Орендар мав залучити 30 мільйонів гривень інвестицій для реконструкції приміщень, але фактично не виконав своїх зобов'язань.

## Боротьба громади за кінотеатр
Активісти вимагали повернути кінотеатр у комунальну власність територіальної громади.
Попри те, що Київрада не голосувала за відчуження комплексу, наприкінці 2013 року в обхід процедури приватизації об'єктів культури було зареєстровано право власності на «Тампере» за офшорною компанією «Лексафін Бізнес С. А.». Народний депутат VIII скликання, перший заступник голови Комітету ВР з питань будівництва, містобудування і житлово-комунального господарства Дмитро Андрієвський з'ясував, що ТОВ «Дельта ПФ» й компанія «Лексафін Бізнес С. А.» в 2014 році уклали договір іпотеки до 2026 року, об'єктом якого незаконно став кінотеатр.
2016 року Київська міська прокуратура оскаржила право власності приватної компанії на цілісний майновий комплекс.
21 листопада 2017 року Господарський суд Києва ухвалив рішення на користь приватної фірми.
22 лютого 2018 року Київський апеляційний господарський суд скасував рішення Господарського суду Києва і визнав право власності за територіальною громадою.
5 березня 2018 року держреєстратор Департаменту комунальної власності КМДА Юрій Бандура зареєстрував право власності на «Тампере» за територіальною громадою Києва.
Представник офшорної корпорації «Лексафін Бізнес С. А.» подав касаційну скаргу, яку 12 липня частково задовольнив Касаційний господарський суд. Після цього держреєстраторка Департаменту реєстрації КМДА Наталія Кулик відчужила у територіальної громади кінотеатр.
З червня 2014 року прокуратура Києва почала розслідування справи по факту відчуження кінотеатру за ч. 5 ст. 191 КК (привласнення, розтрата, заволодіння майном, зловживання службовим становищем) та ч. 1 ст. 367 КК (службова недбалість). 15 серпня 2018 року Солом'янський райсуд ухвалив рішення накласти арешт на нежитловий будинок (кінотеатр), загальною площею 2052,1 м².
Північний апеляційний господарський суд ухвалив рішення щодо повернення місту права власності на будівлю кінотеатру. Однак у січні 2020 року Верховний Суд скасував цю постанову.
11 травня 2022 року о 23:50 Головне управління ДСНС України у Києві отримали повідомлення про пожежу в кінотеатрі. Вогонь приборкали о 01:54.
Увечері 7 серпня 2024 року у приміщенні кінотеатру знову сталася пожежа. Значно пошкоджені другий поверх і мозаїка.

## Мозаїчне панно
У 1960-х роках кінотеатр став обов'язковим елементом не тільки середмістя, а й кожного житлового масиву. У цей період у Києві звели кінотеатри «Супутник» (1961), «Аврора» (1966), «Краків» (1968), «Нивки». Це були легкі, прозорі, скляні будівлі за типовими проектами. Їх, як правило, оздоблювали мозаїками й облицьовували кольоровою плиткою.
Не став винятком і «Відрадний», фасад якого декорували панно з керамічної плитки (авторство не встановлене).
На панно на жовто-блакитному тлі зображені квіткові композиції і шість жіночих фігур, які тримають квіти або птахів.
У цілому на київських мозаїках у жіночих тілах підкреслюються масивні стегна і груди. Це — відображення уявлень про функції жінки в суспільстві. Образи жінки в оточенні рослин також пов'язані із фертильністю.
У 2000-х роках мозаїка перебувала під загрозою знищення. Ще більшого пошкодження зазнала після пожежі 2024 року.